# Je voudrais pas crever (recueil)
Je voudrais pas crever est un poème écrit par Boris Vian en 1952  qui donne son titre à un recueil de poèmes rédigés pendant la période sombre  de 1951 à 1953, réunis en 1962 aux éditions Jean-Jacques Pauvert par son biographe et préfacier Noël Arnaud qui a ensuite ajouté aux poèmes un article édité et un essai adressé à Raymond Guérin, en réponse à sa chronique littéraire du journal La Parisienne.

## Contexte
« 1951 est une année sombre pour Boris qui vient de quitter sa femme Michelle, qui vit mal de ses traductions, subit les assauts du fisc, vit dans un minuscule logis au dernier étage du 8 boulevard de Clichy  » C'est pendant cette période là, qui s'étend jusqu'en 1953, qu'il commence à écrire les poèmes qui composeront le recueil Je voudrais pas crever. Si le poème-titre est bien daté de 1952, une grande partie des poèmes commence en 1951 . 
Il y avait trois recueils classés par Boris selon un ordre à lui, que Noël Arnaud a rassemblés en un seul auquel il a ajouté divers écrits en prose de la période 1951-1953. 

## Description
Les 23 poèmes des trois recueils initiaux  font presque tous référence à la mort. Je mourrai d'un cancer de la colonne vertébrale a été restitué par Jean-Louis Trintignant. Et même lorsqu'il parle de vie « Il vaudrait mieux gagner sa vie- Mais ma vie, je l'ai, moi,  ma vie », « La vie, c'est comme une dent - Il faut vous l'arracher, la vie », Boris Vian fait encore référence à sa disparition.
Les articles et essais  rajoutés  par Noël Arnaud au recueil de poésie sont inédits sauf Le robot poète ne nous fait pas peur qui est paru dans l'Hebdomadaire Arts du 10 au 16 avril 1953 où Boris  fait part de sa méfiance face à une mauvaise utilisation des découvertes scientifiques et où il souligne les dangers de la Demi culture.
Toutefois la partie la plus importante  des écrits en prose est une réponse à Raymond Guérin qui avait publié un article en cinq points sur les critiques littéraires moutons de panurges (celui de Boris en fait huit à titre parodique) et porte le titre de Tentative de brouillage de cartes. Il commence par comparer la littérature et la Régie Renault, poursuit avec les casseroles et les pneus, affirme que le public est assez bon critique, et qu'on est toujours le mouton de Panurge de quelqu'un. Ensuite il se lance dans une analyse de Gide pour démontrer qu'il n'est pas un grand écrivain
Le poème Je voudrais pas crever a été chanté par Serge Reggiani en 1970, paroles de Boris Vian, musique de Jacques Datin . Il a également été mis en musique par le groupe Eiffel sur l'album Abricotine sorti en 2001, ainsi que par les Têtes Raides en 2005 sur l'album Fragile, par Bernard Lavilliers sur l'album Olympia Live 84 et sur l'album live 99, par Édouard Baer, et mis en musique et en animation par la chaine YouTube Le Mock avec la collaboration de Madeleine Brossier et Timothée Mironneau.